# Stentor (biologie)
Stentor is een geslacht van eencelligen eukaryoten, behorend tot de Ciliophora. De verschillende soorten worden wel trompetdiertjes genoemd, maar deze naam wordt aan meer groepen gegeven.

## Kenmerken
Het zijn microscopisch kleine, trompetvormige organismen, die meestal vastgehecht zitten maar ook vrijzwemmend kunnen zijn. Tijdens het zwemmen is de vorm ovaal tot peervormig. Er zijn verschillende soorten, zoals Stentor polymorphus, Stentor coeruleus en Stentor igneus, die moeilijk van elkaar te onderscheiden zijn.
Sommige Stentorsoorten worden tot enkele millimeters lang waarmee het een van de langste eencelligen zijn.

## Leefwijze
Stentorsoorten leven in stilstaand zoet water en hechten zich aan onderwaterobjecten als rottend materiaal en algen. Met de uitgevouwen, trompetachtige opening worden voedseldeeltjes naar binnen gebracht met behulp van de krans van trilhaartjes op de rand. Stentorsoorten leven  van rottend afval en breken dit af zodat het opgenomen kan worden door algen. Bij verstoring wordt het trompetvormige deel ingetrokken tot een bolvormige massa.
Stentor is sterk regeneratief; een klein deel van het organisme kan uitgroeien tot een volledig exemplaar.

## Voortplanting
De voortplanting is zowel geslachtelijk als ongeslachtelijk. Als twee individuen elkaar tegenkomen wordt erfelijk materiaal uitgewisseld, daarna zijn beide individuen in staat zich vele malen te delen. 
Bij een lagere temperatuur kan het organisme zich niet voortplanten maar bij een hogere temperatuur kan het zich explosief vermenigvuldigen.

## Soorten
- Stentor amethystinus
- Stentor coeruleus
- Stentor igneus
- Stentor introversus
- Stentor mulleri
- Stentor multiformis
- Stentor niger
- Stentor polymorphus
- Stentor pyriformis
- Stentor roeseli